# Yukiya Satō
Yukiya Satō (jap. 佐藤 幸椰, Satō Yukiya; * 19. Juni 1995 in Ishikari) ist ein japanischer Skispringer. Sein bisher größter Erfolg war die Bronzemedaille im Mannschaftswettbewerb bei den Skiweltmeisterschaften 2019 in Seefeld in Tirol.

## Werdegang
Satō besuchte wie einige andere Skispringer die mit der Nihon-Universität assoziierte gleichnamige private Oberschule in Sapporo.
Satō gab sein internationales Debüt im März 2009 im Rahmen von zwei FIS-Springen in Sapporo. Ein Jahr später sprang er erstmals im FIS Cup. Im Juli 2010 startete er zu seinem ersten Springen im Rahmen des Skisprung-Continental-Cups, verpasste dabei in allen fünf Springen in Kranj, Velenje und Garmisch-Partenkirchen verpasste er die Punkteränge deutlich. Bei den Olympischen Jugendspielen 2012 in Innsbruck gewann Satō auf der Normalschanze die Bronzemedaille. Mit der Mannschaft erreichte er im Teamspringen Rang fünf. Vier Wochen später nahm Satō an den Junioren-Weltmeisterschaften in Erzurum teil. Im Einzelspringen erreichte er einen schwachen 61. Platz. Mit der Mannschaft belegte er Platz zehn. Nach einem Jahr ohne internationalen Start, kam Satō bei den Junioren-Weltmeisterschaften in Liberec erstmals wieder im Nachwuchskader der Japaner zum Einsatz. Mit Platz 13 im Einzelspringen und Platz sechs mit der Mannschaft verbesserte er seine Leistungen aus dem Vorjahr deutlich. Im März 2013 feierte er in Sapporo zwei Siege in FIS-Springen.
Im Januar 2014 kam Satō nach langer Zeit wieder im Continental Cup zum Einsatz und erreichte auf Anhieb den sechsten Platz, seine bis dahin beste Platzierung. Nach seinem Schulabschluss trat er im April 2014 in das Unternehmen Yukijirushi Nyūgyō (Snow Brand) für deren Skimannschaft er seitdem antritt.
Ein Jahr später sprang er an gleicher Stelle erneut zweimal in die Top 10. Nach diesen erneut guten Resultaten gehörte er beim folgenden Skisprung-Weltcup zur nationalen Gruppe und erreichte mit dem 20. Platz in der Qualifikation erstmals einen Startplatz in der höchsten Wettbewerbsserie. Mit den Plätzen 39 und 43 blieb Satō jeweils im ersten Durchgang hängen und verpasste die Punkteränge. Bei den folgenden Junioren-Weltmeisterschaften in Almaty sprang er im Einzel auf Rang vier. Im Teamspringen erreichte er mit Ryōyū Kobayashi, Rikuta Watanabe und Masamitsu Itō den sechsten Platz.
Im Sommer 2015 bekam Satō erstmals einen Startplatz im Kader für den Skisprung-Grand-Prix. Dabei erreichte er in Hakuba und Courchevel die Punkteränge und am Ende mit sieben Punkten den 80. Platz in der Gesamtwertung. Den Rest des Sommers startete er mit wechselnden Ergebnissen im Rahmen des Continental Cups. Zu Beginn des Winters 2015/16 reiste er mit der japanischen Mannschaft zum Weltcup in Nischni Tagil. Als 39. verpasste er erneut die Punkte. Auch beim Weltcup Ende Januar in seiner Heimat Sapporo blieb er knapp als 31. ohne Punkte. Bei den Winter-Asienspielen in Sapporo im Februar 2017 konnte er sowohl den Einzelwettkampf von der Normalschanze als auch mit seinen Landsleuten Naoki Nakamura, Yūken Iwasa und Masamitsu Itō den Mannschaftswettbewerb für sich entscheiden.
In der Saison 2017/18 schaffte es Satō, gute Platzierungen zu erreichen. Beim Willingen Five 2018 erreichte er am 3. Februar 2018 den 29. Platz und damit seine ersten Weltcup-Punkte. Am 4. Februar 2018 wurde er Elfter und erreichte seine bis dahin beste Weltcupplatzierung. Mit seinen Leistungen empfahl er sich für die japanische Weltcup-Mannschaft, mit der er bei seinem ersten Start am 3. März 2018 in Lahti den fünften Platz belegte. In der anschließenden Sommersaison erreichte er in der Grand-Prix-Serie den 14. Platz, wobei ein fünfter Rang auf dem Tremplin du Praz im französischen Courchevel seine beste Platzierung war. Bei der Vierschanzentournee 2018/19 konnte er als zweitbester Japaner nach Gesamtsieger Ryōyū Kobayashi Platz zwölf belegen. Zwei Wochen nach der Vierschanzentournee sprang er mit Platz drei auf der Wielka Krokiew in Zakopane erstmals auf einen Podestplatz im Weltcup. Bei den Weltmeisterschaften 2019 in Seefeld in Tirol gewann er mit seinen Mannschaftskameraden Daiki Itō, Junshirō Kobayashi und Ryōyū Kobayashi die Bronzemedaille im Mannschaftsspringen der Herren. Mit der japanischen Mixed-Mannschaft wurde er Fünfter, während er in den Einzelwettbewerben die Plätze sieben (Normalschanze) und 21 (Großschanze) belegte.
Im Laufe der Saison 2019/20 feierte Satō im russischen Nischni Tagil seinen ersten Weltcupsieg. Seinen zweiten Weltcuperfolg erreichte er in der gleichen Saison beim Heimweltcup im japanischen Sapporo. Die Saison 2019/20 beendete er als zweitbester japanischer Skispringer auf dem 13. Platz der Weltcup-Gesamtwertung.
Bei den Skiweltmeisterschaften 2021 in Oberstdorf wurde er im Einzelspringen von der Normalschanze 16. und von der Großschanze Siebter. Er belegte mit den japanischen Mannschaften von der Großschanze den vierten und im Mixed-Teamwettbewerb den fünften Platz. Am 25. September 2021 konnte Satō auf der Aigner-Schanze im österreichischen Hinzenbach erstmals einen Grand-Prix-Sieg im Einzel erringen. Im folgenden Winter wurde er Zehnter der Vierschanzentournee 2021/22. Bei den Olympischen Winterspielen 2022 in Peking wurde er mit der japanischen Mannschaft Vierter im Mixed-Teamwettbewerb und Fünfter im Mannschaftsspringen der Herren. In den Einzelwettbewerben wurde er auf der Normalschanze 32. und von der Großschanze 15.

## Erfolge

### Weltcupsiege im Einzel
| Nr. | Datum            | Ort           | Typ         |
| --- | ---------------- | ------------- | ----------- |
| 1.  | 7. Dezember 2019 | Nischni Tagil | Großschanze |
| 2.  | 1. Februar 2020  | Sapporo       | Großschanze |

### Grand-Prix-Siege im Einzel
| Nr. | Datum              | Ort        | Typ           |
| --- | ------------------ | ---------- | ------------- |
| 1.  | 25. September 2021 | Hinzenbach | Normalschanze |

### Grand-Prix-Siege im Team
| Nr. | Datum             | Ort          | Typ               |
| --- | ----------------- | ------------ | ----------------- |
| 1.  | 8. September 2018 | Tschaikowski | Mixed Großschanze |
| 2.  | 17. August 2019   | Zakopane     | Großschanze       |

## Statistik

### Weltcup-Platzierungen
| Saison  | Platz | Punkte |
| ------- | ----- | ------ |
| 2017/18 | 45.   | 041    |
| 2018/19 | 23.   | 316    |
| 2019/20 | 13.   | 559    |
| 2020/21 | 11.   | 581    |
| 2021/22 | 13.   | 530    |
| 2022/23 | 54.   | 021    |
| 2024/25 | 44.   | 069    |

### Grand-Prix-Platzierungen
| Saison | Platz | Punkte |
| ------ | ----- | ------ |
| 2015   | 80.   | 007    |
| 2018   | 14.   | 124    |
| 2019   | 02.   | 294    |
| 2021   | 15.   | 136    |

### Continental-Cup-Platzierungen
| Saison  | Sommer | Sommer | Winter | Winter | Gesamt | Gesamt |
| Saison  | Platz  | Punkte | Platz  | Punkte | Platz  | Punkte |
| ------- | ------ | ------ | ------ | ------ | ------ | ------ |
| 2013/14 | –      | –      | 080.   | 040    | 100.   | 040    |
| 2014/15 | –      | –      | 057.   | 084    | 075.   | 084    |
| 2015/16 | 041.   | 073    | –      | –      | 081.   | 073    |
| 2016/17 | –      | –      | 098.   | 029    | 128.   | 029    |
| 2017/18 | –      | –      | 061.   | 062    | 085.   | 062    |
| 2018/19 | 032.   | 090    | –      | –      | 078.   | 090    |
| 2023/24 | –      | –      | 077.   | 019    | –      | –      |

### Schanzenrekorde
| Ort      | Land  | Weite               | aufgestellt am  | Rekord bis |
| -------- | ----- | ------------------- | --------------- | ---------- |
| Zakopane | Polen | 147,0 m (HS: 140 m) | 25. Januar 2020 | aktuell    |